# Французское гестапо
Французское гестапо (фр. Carlingue или фр. Gestapo française de la rue Lauriston) — вспомогательные силы, которые работали на гестапо, полицию безопасности и тайную полевую полицию во время оккупации Франции во время Второй мировой войны.

## Организация
Организация не имела официального наименования; представляла собой группу сыщиков с «особыми полномочиями» под прямым контролем немецкого Управления имперской безопасности, перед представителем которой она отчитывалась. Действовала в период между 1941 и 1944 годами.
Была основана на улице рю Лористон в 16-м округе Парижа под началом коррумпированного экс-полицейского Пьера Бонни. Вскоре Бонни оказался в тени, а организацию возглавили двое профессиональных преступников, известных в довоенном «теневом мире» Франции — Анри Лафон и Пьер Лутрель. Большая часть кадрового состава группы была набрана из криминальных элементов внутри французского общества.
В 1944 г. установилось сотрудничество между французским гестапо и т.наз. Североафриканской бригадой под руководством бывшего футболиста Александра Виллаплана, которая осуществляла расправы над антифашистами.
Бонни и Лафон были расстреляны в Форт де Монруж 27 декабря 1944 года французскими властями как пособники нацистских оккупантов. Лутрель был перевербован французской разведкой после освобождения Франции, однако не бросил преступное ремесло в дальнейшем. 6 ноября 1944 года в результате ограбления он получил ранение, от которого скончался в ночь с 10 на 11 ноября в больнице.